# William Edmund Roberts Blood
William Edmund Roberts Blood, britanski general, * 1897, † 1976.